# .na
.na es el dominio de nivel superior geográfico (ccTLD) para Namibia.